# Windows RT
Windows RT (tijdens de ontwikkeling bekend als Windows on ARM) is een versie van Windows voor apparaten met een ARM-processor. Het kan alleen software draaien die in de Windows Store verkrijgbaar is of software die al opgenomen is in Windows RT, zoals Microsoft Word, Excel, PowerPoint en OneNote. Windows RT is alleen als voorgeïnstalleerde software verkrijgbaar.
RT is de afkorting van Windows Runtime, de technische term voor de engine waarop Metro-applicaties draaien. Het is niet de eerste "Windows Runtime". De term "runtime" verwijst naar de collectie van API's waarmee ontwikkelaars software kunnen maken die kan communiceren met de hardware.
De naam Windows Runtime werd aangekondigd op 16 april 2012.

## Hardware-eisen
Windows RT draait op apparaten met een ARM-instructieset. Dit betekent dat RT niet op AMD- of Intel-processors met een x86/x64-architectuur werkt.
- Er moeten vijf hardwarematige knoppen zijn, namelijk een aan/uit-knop, een rotatievergrendelingsknop/schakelaar, Windows-knop en twee volumeknoppen. De Windows-knop moet minstens een diameter hebben van 10,5 mm.
- Touchscreen moet vijf aanraakpunten ondersteunen.
- Mobiele dataoverdracht (GSM/3G/4G).
- Minimaal een resolutie van 1366 x 768 pixels en 32 bits-kleuren.
- Near field communication.
- Toetscombinatie (een combinatie van knoppen) of een aparte knop voor Control+Alt+Delete.
- Ten minste 10 GB aan opslagruimte.
- DirectX3D-grafisch apparaat met WDDM 1.2.
- Camera met een resolutie van minimaal 1280 x 720. (720p)[2]
- Lichtsensor.
- Versnellingsmeter.
- Gyroscoop en magnetometer.
- 1 USB 2.0/3.0-poort.
- Wifi en bluetooth met LE-technologie voor lager energieverbruik.
- Ingebouwde speakers en microfoon.[3]
- Systeemfirmware: UEFI.

## Verschillen met Windows 8 op x86/64
Windows RT gebruikt dezelfde basis als de andere Windows 8 versies, namelijk Windows NT. Windows RT bevat geen Windows Media Player, een muziekspeler van Microsoft die wel aanwezig is in andere Windows 8 versies. Deze wordt vervangen door de nieuwe Metro App Muziek. Windows RT bevat standaard Microsoft Office 2013 RT.

### Beperkingen
Enkel software die is geschreven voor de Windows Runtime (Metro Apps) kan worden gebruikt op Windows RT. Ontwikkelaars hebben geen toegang tot de Win32-API's en kunnen hier dus ook geen applicaties voor ontwikkelen.

### Desktop
Windows RT bevat een desktopmodus omdat de desktopinterface vereist is voor onder meer Windows Verkenner, Windows Internet Explorer en Microsoft Office 2013 RT.